# Samoa i olympiska sommarspelen 2004
Samoa i olympiska sommarspelen 2004 bestod av 3 idrottare som blivit uttagna av Samoas olympiska kommitté.

## Friidrott
Herrarnas diskuskastning
- Shaka Sola
  - Kval: 51.10 m (19:a i grupp B, gick inte vidare, 36:a totalt)

Damernas spjutkastning
- Patsy Selafina Akeli
  - Kval: 45.93 m (22:a i grupp B, gick inte vidare, 44:a totalt)